# Hold On Pain Ends
Albums de The Color Morale
Know Hope
(2013) Desolate Divine
(2016)
Singles
1. Outer Demons
Sortie : 23 juin 2014
2. Suicide;Stigma
Sortie : 14 juillet 2014
3. Damnaged
Sortie : 11 août 2014

Hold On Pain Ends est le quatrième album du groupe américain The Color Morale, sorti en 2014.

## Liste des chansons
| Hold On Pain Ends | Hold On Pain Ends                        | Hold On Pain Ends | Hold On Pain Ends | Hold On Pain Ends | Hold On Pain Ends | Hold On Pain Ends | Hold On Pain Ends | Hold On Pain Ends | Hold On Pain Ends |
| No                | Titre                                    | Durée             |                   |                   |                   |                   |                   |                   |                   |
| ----------------- | ---------------------------------------- | ----------------- | ----------------- | ----------------- | ----------------- | ----------------- | ----------------- | ----------------- | ----------------- |
| 1.                | Damnaged                                 | 3:18              |                   |                   |                   |                   |                   |                   |                   |
| 2.                | Outer Demons                             | 3:34              |                   |                   |                   |                   |                   |                   |                   |
| 3.                | Prey for Me                              | 3:36              |                   |                   |                   |                   |                   |                   |                   |
| 4.                | Lifeline (Left to Write)"                | 3:32              |                   |                   |                   |                   |                   |                   |                   |
| 5.                | Scar Issue                               | 3:10              |                   |                   |                   |                   |                   |                   |                   |
| 6.                | Suicide;Stigma                           | 3:40              |                   |                   |                   |                   |                   |                   |                   |
| 7.                | The Ones Forgotten by the One Forgetting | 2:08              |                   |                   |                   |                   |                   |                   |                   |
| 8.                | Developing Negative                      | 4:36              |                   |                   |                   |                   |                   |                   |                   |
| 9.                | Is Happiness a Mediocre Sin?             | 3:21              |                   |                   |                   |                   |                   |                   |                   |
| 10.               | Between You and Eye                      | 4:16              |                   |                   |                   |                   |                   |                   |                   |
| 11.               | Throw Your Roses                         | 4:04              |                   |                   |                   |                   |                   |                   |                   |
| 12.               | Hold On Pain Ends                        | 4:57              |                   |                   |                   |                   |                   |                   |                   |
| 44:12             |                                          |                   |                   |                   |                   |                   |                   |                   |                   |